# Себаг-Монтефиоре, Саймон
Саймон Джонатан Себаг-Монтефиоре (англ. Simon Jonathan Sebag-Montefiore; /ˌsaɪmən ˌsiːbæɡ ˌmɒntɪfiˈɔːri/; род. 27 июня 1965, Лондон) — английский историк, писатель и журналист, доктор философии по истории (PhD), специализирующийся на истории России и СССР. Его книги стали бестселлерами и были положительно оценены множеством западных критиков.

## Биография
Родился в семье сефардского еврея, врача Стивена Эрика Себага-Монтефиоре (1926—2014; праправнук сестры известного общественного деятеля сэра Мозеса Монтефиоре) и литератора, литовской еврейки Филис Эйприл (1927—2019, ур. Джаффе; англ. Phyllis April Jaffé). Он был младшим из 4-х братьев.
Учился в частной школе Харроу, затем получил историческое образование в Кембриджском университете. Работал инвестиционным банкиром.
В 1990-х годах много путешествовал по территории бывшего СССР, работая в газетах «Sunday Times», «New York Times», «The New Republic» и «Spectator».

### Семья
Жена — литератор Санта Палмер-Томкинсон (род. 1970; англ. Santa Palmer-Tomkinson), двое детей (Lily и Sasha).

## Публикации

### Статьи
- Династия мясников («The Sunday Mail», Австралия) / 09 февраля 2005
- Чудовище по имени Маркс («Daily Mail», Великобритания) / 16 июля 2005
- «Красная мумия» всё ещё с нами («Daily Mail», Великобритания) / 26 октября 2005
- Битва, не имевшая равных в истории («Daily Mail», Великобритания) / 03 апреля 2006
- Россия русская и Россия советская («The Times», Великобритания) / 07 июня 2006
- Секреты жизни и смерти Сталина («Le Nouvel Observateur», Франция) / 28 июля 2006
- Ленин был не лучше Сталина и Гитлера? («The Washington Post», США) / 13 августа 2007
- Сталин, его отец и Кролик («New Statesman», Великобритания) / 12 сентября 2007
- Государственный геноцид («The New York Times», США) / 07 ноября 2007]
- Нарратив деколонизации опасен и ошибочен («The Atlantic», США) / 27 октября 2023

### Художественные книги
- Симон Монтефиоре. Сашенька = Sashenka. — Клуб семейного досуга, 2008. — 496 с. — 80000 экз. — ISBN 978-5-9910-0627-9.

### Документальные книги
В 2000 году вышла написанная им биография Г. Потёмкина «Potemkin: Catherine the Great’s Imperial Partner» (русское издание: Потёмкин. — М.: Вагриус, 2003).
В 2004 году была издана его книга «Сталин: двор красного монарха» (англ. Stalin: The Court Of The Red Tsar), рассказывающее о хронике сталинского правления. Книга была удостоена премии «British Book Awards» в номинации 'Лучшая историческая книга года' (2004).
В 2007 году в издательстве «Weidenfeld & Nicolson» вышла его книга «Молодой Сталин» (англ. Young Stalin), рассказывающая о молодых годах И. Сталина. За эту книгу удостоен британской литературной премии «Costa» в номинации «документальная проза» (2007).

#### На русском
- Потёмкин. — М.: Вагриус, 2003. — 560 с. — 5000 экз. — ISBN 5-9560-0123-2.
- Сталин. Двор Красного монарха. — М.: Олма-Пресс, 2006. — ISBN 5-224-04781-1.
- Молодой Сталин. — М.: Corpus, 2014. — 576 с. — 5000 экз. — ISBN 978-5-17-080799-4.
- Двор Красного монарха. История восхождения Сталина к власти. — СПб.: Амфора, 2015. — 383 с. — ISBN 978-5-367-03209-3.
- Красный монарх. Сталин и война. / [Пер. с англ. С. С. Мануков]. — СПб. : Амфора, 2015. — 446, [2] с. — ISBN 978-5-367-03210-9.
- Иерусалим. — М.: Corpus, 2017. — ISBN 978-5-17-090079-4.
- Екатерина Великая и Потёмкин. Имперская история любви. — М.: АСТ, Corpus, 2019—640 с. — ISBN 978-5-17-982901-0.

## Оценки
Как отмечают в 2014 году «Ведомости»: «Монтефиоре — один из самых известных в Англии специалистов по русской истории, практически все его работы становятся бестселлерами».
Дэвид Армитидж называл Себаг-Монтефиоре «самым неутомимым биографом Великобритании».